# L1 (album)
L1 è il primo album in studio del rapper italiano Luchè, pubblicato il 19 giugno 2012 dalla Arealive con distribuzione Edel Italia.

## Tracce
1. Intro (bisogno di me) – 2:41
2. Appena il mondo sarà mio – 3:28
3. Rockstar (feat. Marracash) – 3:36
4. Dimmi che mi capirai (feat. Corrado) – 2:59
5. On Fire (feat. Club Dogo) – 4:28
6. Chi non dimentica (feat. Franco Ricciardi) – 3:13
7. I Run NA – 3:20
8. Lo so che non m'ami (feat. Emis Killa) – 3:53
9. La risposta – 2:49
10. Figli dell'odio (feat. Fuossera e Corrado) – 4:11
11. Ti voglio (feat. Da Blonde) – 3:59
12. S'il vous plait – 2:16